# Écos
Écos és un municipi francès situat al departament de l'Eure i a la regió de Normandia. L'any 2007 tenia 905 habitants.

## Demografia

### Població
El 2007 la població de fet d'Écos era de 905 persones. Hi havia 326 famílies, de les quals 45 eren unipersonals (29 homes vivint sols i 16 dones vivint soles), 106 parelles sense fills, 151 parelles amb fills i 24 famílies monoparentals amb fills.
La població ha evolucionat segons el següent gràfic:
Habitants censats

### Habitatges
El 2007 hi havia 370 habitatges, 329 eren l'habitatge principal de la família, 30 eren segones residències i 10 estaven desocupats. 358 eren cases i 10 eren apartaments. Dels 329 habitatges principals, 279 estaven ocupats pels seus propietaris, 34 estaven llogats i ocupats pels llogaters i 16 estaven cedits a títol gratuït; 5 tenien dues cambres, 34 en tenien tres, 77 en tenien quatre i 213 en tenien cinc o més. 243 habitatges disposaven pel capbaix d'una plaça de pàrquing. A 137 habitatges hi havia un automòbil i a 181 n'hi havia dos o més.

### Piràmide de població
La piràmide de població per edats i sexe el 2009 era:
| Homes | Edats   | Dones |
| ----- | ------- | ----- |
| 0     | 95 o +  | 0     |
| 0     | 90 a 94 | 0     |
| 4     | 85 a 89 | 4     |
| 0     | 80 a 84 | 4     |
| 8     | 75 a 79 | 4     |
| 12    | 70 a 74 | 28    |
| 24    | 65 a 69 | 12    |
| 8     | 60 a 64 | 24    |
| 16    | 55 a 59 | 28    |
| 48    | 50 a 54 | 40    |
| 24    | 45 a 49 | 32    |
| 52    | 40 a 44 | 32    |
| 32    | 35 a 39 | 52    |
| 28    | 30 a 34 | 24    |
| 40    | 25 a 29 | 20    |
| 24    | 20 a 24 | 0     |
| 24    | 15 a 19 | 36    |
| 56    | 10 a 14 | 20    |
| 40    | 5 a 9   | 68    |
| 8     | 0 a 4   | 28    |

## Economia
El 2007 la població en edat de treballar era de 618 persones, 450 eren actives i 168 eren inactives. De les 450 persones actives 418 estaven ocupades (227 homes i 191 dones) i 31 estaven aturades (13 homes i 18 dones). De les 168 persones inactives 48 estaven jubilades, 63 estaven estudiant i 57 estaven classificades com a «altres inactius».

### Ingressos
El 2009 a Écos hi havia 347 unitats fiscals que integraven 939,5 persones, la mediana anual d'ingressos fiscals per persona era de 21.567 €.

### Activitats econòmiques
Dels 31 establiments que hi havia el 2007, 1 era d'una empresa alimentària, 4 d'empreses de construcció, 5 d'empreses de comerç i reparació d'automòbils, 2 d'empreses de transport, 3 d'empreses financeres, 2 d'empreses immobiliàries, 12 d'empreses de serveis, 1 d'una entitat de l'administració pública i 1 d'una empresa classificada com a «altres activitats de serveis».
Dels 14 establiments de servei als particulars que hi havia el 2009, 1 era una oficina d'administració d'Hisenda pública, 1 gendarmeria, 1 oficina de correu, 2 oficines bancàries, 2 tallers de reparació d'automòbils i de material agrícola, 2 paletes, 3 electricistes, 1 perruqueria i 1 agència immobiliària.
Dels 2 establiments comercials que hi havia el 2009, 1 era una botiga de més de 120 m² i 1 una botiga de menys de 120 m².
L'any 2000 a Écos hi havia 10 explotacions agrícoles.

## Equipaments sanitaris i escolars
El 2009 hi havia 1 escola maternal integrada dins d'un grup escolar amb les comunes properes formant una escola dispersa i 1 escola elemental integrada dins d'un grup escolar amb les comunes properes formant una escola dispersa.

## Poblacions més properes
El següent diagrama mostra les poblacions més properes.